# Steinbruch Rauen (Witten)

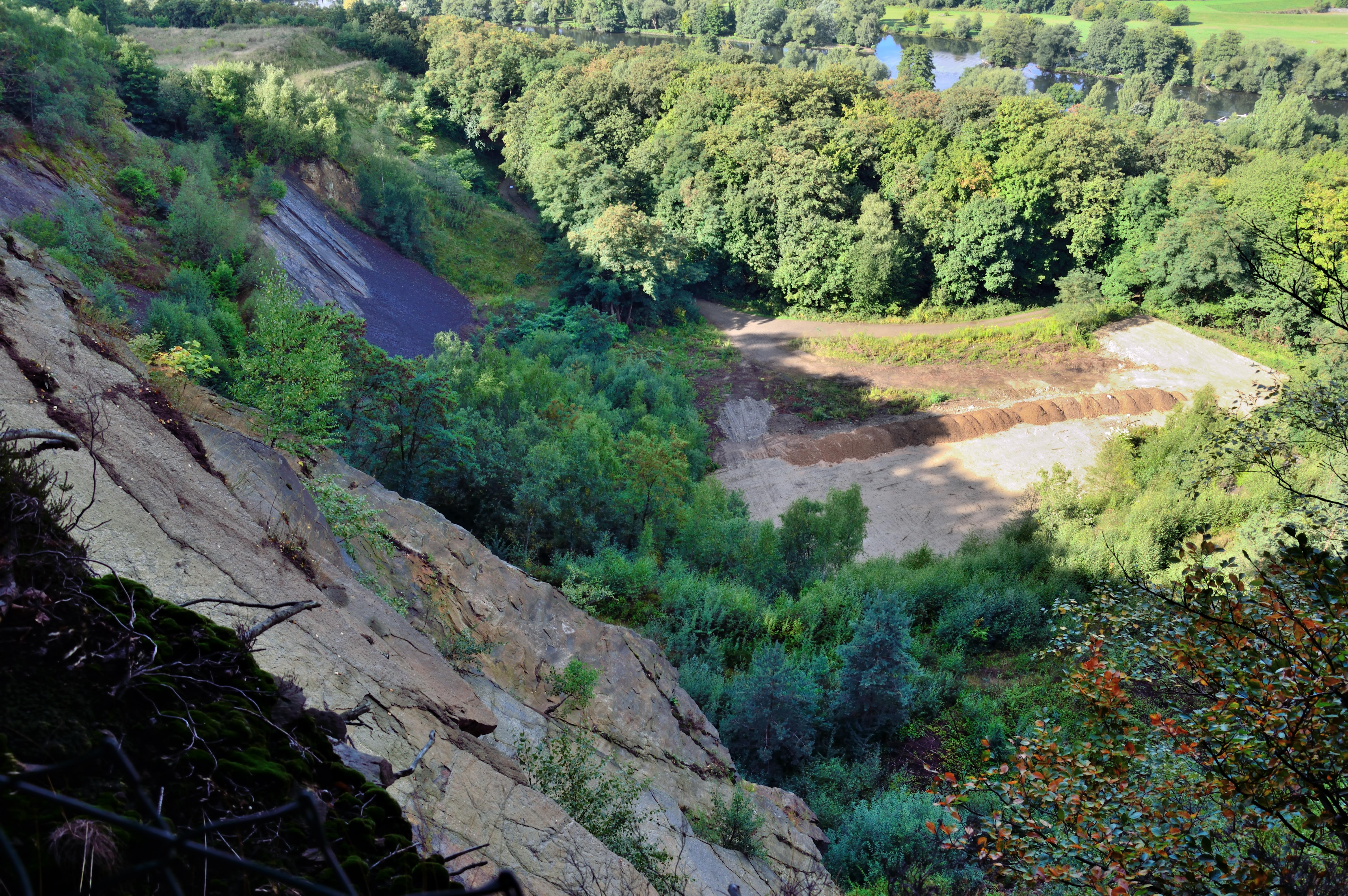
Steinbruch Rauen

Der Steinbruch Rauen ist ein ehemaliger Steinbruch im Ortsteil Gedern von Witten. Er schneidet den Wartenberg auf der Nordflanke des Kirchhörder Sattels an. Der Steinbruch liegt im Ruhrtal innerhalb der Wittener Hauptmulde. Seit 2006 ist der Steinbruch Teil des Geoparks Ruhrgebiet.
Der Aufschluss zeigt ein etwa 200 Meter mächtiges Profil aus der Sprockhövel-Formation (Namurium C) des Pennsylvaniums (Silesium). Auf der oberen Sohle des Steinbruchs findet man die Schichtenfolge von Flöz Gottessegen bis Flöz Wasserbank.
Seit 2015 ist der Steinbruch Rauen ein Bodendenkmal. Aufgrund seiner naturgeschichtlichen, landeskundlichen und erdgeschichtlichen Bedeutung, Seltenheit und Eigenart ist er ebenfalls als Naturdenkmal ausgezeichnet.
Seit 2017 gehört der Steinbruch Rauen dem Höhlenforscher Stefan Voigt.